# Zehnder

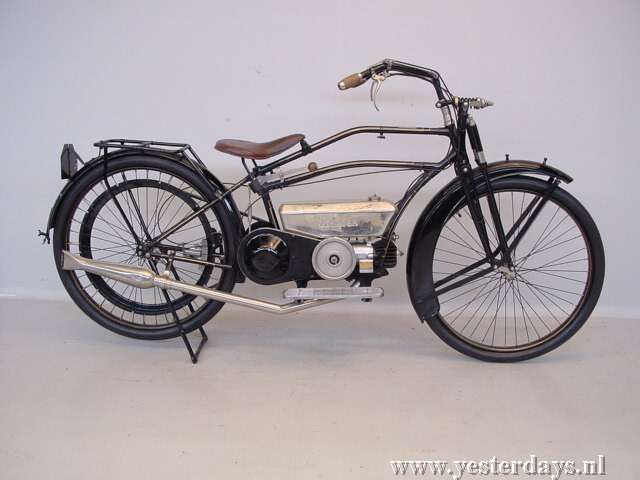
„Zehnderli“

Die Zehnder Group AG mit Sitz im Gränichen ist ein international tätiger Schweizer Hersteller von Wohnungslüftungen, Luftreinigungsgeräten, Wärmetauschern, Heizkörpern und Klimadecken. Die Zehnder AG ist an der Schweizer Börse SIX Swiss Exchange kotiert. Ihre Aktien befinden sich zu 51,7 % im Besitz von Mitgliedern der Familie Zehnder und ihr nahestehender Personen. Diese Aktien sind in einem Poolvertrag organisiert.

## Tätigkeitsbereich
Die Zehnder Group ist in zwei Geschäftsfeldern tätig: Lüftungen und Heizkörper.
Das Geschäftsfeld Lüftungen umfasst die Produktlinien Wohnungslüftungen, Luftreinigungsgeräte und Wärmetauscher. Das Geschäftsfeld Heizkörper beinhaltet die Produktlinien Heizkörper und Heiz- und Kühldecken.
Das weltweit tätige Unternehmen entwickelt und fertigt seine Produkte in 18 eigenen Werken, wovon sich drei in China und drei in Nordamerika befinden. Der Vertrieb in mehr als 70 Länder erfolgt über eigene lokale Verkaufsgesellschaften und Vertretungen. Neben der internationalen Marke Zehnder gehören weitere Marken wie Acova und Core zur Unternehmensgruppe.

## Geschichte

Historisches Logo

Das Unternehmen wurde 1895 von Jakob Zehnder als mechanische Werkstätte in Gränichen gegründet und 1912 in J. Zehnder & Söhne benannt. Die Werkstatt führte anfänglich Reparaturen aller Art aus und verkaufte gelegentlich auch Fahrräder, Schreibmaschinen, Nähmaschinen, Waschmaschinen und Motorräder. Während des Ersten Weltkriegs stellte das Unternehmen Munitionsteile her.

### Zehnder-Motorräder
Nach dem Ende des Ersten Weltkriegs sank die Belegschaft bis 1922 von 118 auf nur noch 25 Personen. Auf der Suche nach einem neuen Produkt kauften die Brüder Zehnder 1923 ein Kleinmotorrad aus deutscher Produktion und erhöhten dessen Motorenleistung. Das 50 Kilogramm schwere Leichtmotorrad wurde im Herbst 1923 auf den Schweizer Markt gebracht und verkaufte sich gut. Das sogenannte „Zehnderli“ hatte einen 112-cm³-Zweitaktmotor und wurde in einer Serie von 1000 Stück produziert. Es wurde auch bei verschiedenen Berg- und Flachrennen erfolgreich eingesetzt.(Beleg fehlt)
Die Zehnderli erreichten in der Schweiz einen Marktanteil von maximal zehn Prozent. Ab 1927 waren die Verkaufszahlen jedoch rückläufig und das 1928 auf den Markt gebrachte Modell mit 225 cm³ Hubraum verkaufte sich unter anderem wegen verschiedenen Unzulänglichkeiten nicht besonders gut. Daraufhin geriet die in der Zwischenzeit in eine Aktiengesellschaft umgewandelte Firma J. Zehnder & Söhne in einen Liquiditätsengpass. Auf Druck der Gläubiger mussten die Gebrüder Zehnder 1930 von all ihren Ämtern zurücktreten. Das bisherige Unternehmen wurde damit faktisch aufgelöst. Die „Zehnderli“ wurden von einem Nachfolgeunternehmen, der Maschinenfabrik Gränichen AG, noch einige Zeit lang angeboten. Diese liess aber in der zweiten Hälfte der 1930er Jahre die inzwischen technisch veralteten Zehnder-Modelle auslaufen.

### Neuausrichtung auf Heiztechnik
1930 nahmen die Gebrüder Zehnder an ihrem bisherigen Standort mit ihrem eigenen Nachfolgeunternehmen die Produktion von Heizkörpern aus Stahlrohren auf. In der Folge spezialisierte sich das Unternehmen auf Heiztechnik. 1959 übernahm die dritte Generation die Geschäftsleitung der Firma. 1964 baute das Unternehmen im süddeutschen Raum ihre erste Produktionsgesellschaft für Heizkörper im Ausland. 1972 wurde die Produktion von Heizkörpern in Frankreich aufgenommen.
Die durch die Ölpreiskrise verursachte Baurezession führte 1973 und 1974 zu einem Umsatzrückgang bei den Heizkörpern. Als Konsequenz daraus übernahm das Unternehmen die auf Messgeräte spezialisierte Haenni-Gruppe mit dem Ziel, die starke Abhängigkeit von der Bauwirtschaft zu reduzieren.
Anfang der 1980er Jahre einigte sich die Familie Zehnder, das mittlerweile zu einer Unternehmensgruppe herangewachsene Unternehmen dem Publikum zu öffnen. Hierfür wurde 1984 die Zehnder Holding AG als Dachgesellschaft gegründet. Der Börsengang wurde 1986 durchgeführt, wobei lediglich die Inhaberaktien dem Publikum zugänglich gemacht wurden, während sich die Namensaktien noch heute im Besitz der Familie Zehnder oder ihr nahestehender Personen befinden.
Mit Hans-Peter Zehnder übernahm 1993 die vierte Generation den Vorsitz der Gruppenleitung. Unter seiner Leitung expandierte das Unternehmen sowohl geografisch wie auch produktemässig im Heizkörpergeschäft, sämtliche Nicht-Heizköperaktivitäten wurden dabei verkauft.

### Einstieg ins Lüftungsgeschäft
2001 stieg die Unternehmensgruppe in das schnell wachsende Lüftungsgeschäft ein. Es folgten Innovationen wie das zentrale Lüftungsgerät ComfoAir Q und die Akquisition von Lüftungsfirmen wie beispielsweise Shanghai Nather in China, InteliVENT in Estland, Enervent in Finnland und Recair in den Niederlanden. Seit 2020 macht das Lüftungsgeschäft mehr als die Hälfte des Gesamtumsatzes der Zehnder Group aus.